# República Checa en la Eurocopa 2024
La Selección de fútbol de República Checa fue uno de los 24 equipos participantes en la Eurocopa 2024, torneo que se disputó en Alemania entre el 14 de junio y el 14 de julio de 2024.
Fue la undécima participación de República Checa, formó parte del Grupo F, junto a Portugal, Turquía y Georgia.

## Clasificación

### Tabla de posiciones
| Pos. | Selección       | Pts. | PJ | PG | PE | PP | GF | GC | Dif. |
| ---- | --------------- | ---- | -- | -- | -- | -- | -- | -- | ---- |
| 1.   | Albania         | 15   | 8  | 4  | 3  | 1  | 12 | 4  | +8   |
| 2.   | República Checa | 15   | 8  | 4  | 3  | 1  | 12 | 6  | +6   |
| 3.   | Polonia         | 11   | 8  | 3  | 2  | 3  | 10 | 10 | 0    |
| 4.   | Moldavia        | 10   | 8  | 2  | 4  | 2  | 7  | 10 | −3   |
| 5.   | Islas Feroe     | 2    | 8  | 0  | 2  | 6  | 2  | 13 | −11  |

|  | Clasificados a la Eurocopa 2024. |
|  | Play-offs vía Liga de Naciones.  |

### Partidos
| Fecha                   | Ciudad   | Jornada |                 |                            | Resultado |                            |                 |
| ----------------------- | -------- | ------- | --------------- | -------------------------- | --------- | -------------------------- | --------------- |
| 24 de marzo de 2023     | Praga    | 1       | República Checa | Bandera de República Checa | 3:1 (2:0) | Bandera de Polonia         | Polonia         |
| 27 de marzo de 2023     | Chisináu | 2       | Moldavia        | Bandera de Moldavia        | 0:0       | Bandera de República Checa | República Checa |
| 17 de junio de 2023     | Tórshavn | 3       | Islas Feroe     | Bandera de Islas Feroe     | 0:3 (0:2) | Bandera de República Checa | República Checa |
| 7 de septiembre de 2023 | Praga    | 5       | República Checa | Bandera de República Checa | 1:1 (0:0) | Bandera de Albania         | Albania         |
| 12 de octubre de 2023   | Tirana   | 7       | Albania         | Bandera de Albania         | 3:0 (1:0) | Bandera de República Checa | República Checa |
| 15 de octubre de 2023   | Pilsen   | 8       | República Checa | Bandera de República Checa | 1:0 (0:0) | Bandera de Islas Feroe     | Islas Feroe     |
| 17 de noviembre de 2023 | Varsovia | 9       | Polonia         | Bandera de Polonia         | 1:1 (1:0) | Bandera de República Checa | República Checa |
| 20 de octubre de 2023   | Olomouc  | 10      | República Checa | Bandera de República Checa | 3:0 (1:0) | Bandera de Moldavia        | Moldavia        |

### Goleadores
| N.°   | Jugador         | Anotado | PJ | Prom. | Jugada | Cabeza | TL | Penal |
| ----- | --------------- | ------- | -- | ----- | ------ | ------ | -- | ----- |
| 1     | Václav Černý    | 3       | 5  | 0.6   | 3      | 0      | 0  | 0     |
|       | Tomáš Souček    | 3       | 8  | 0.38  | 2      | 0      | 0  | 1     |
| 2     | Ladislav Krejčí | 2       | 5  | 0.4   | 0      | 2      | 0  | 0     |
| 3     | Tomáš Chorý     | 1       | 1  | 1     | 0      | 1      | 0  | 0     |
|       | David Douděra   | 1       | 5  | 0.2   | 1      | 0      | 0  | 0     |
|       | Tomáš Čvančara  | 1       | 6  | 0.17  | 1      | 0      | 0  | 0     |
|       | Jan Kuchta      | 1       | 7  | 0.14  | 1      | 0      | 0  | 0     |
| Total | Total           | 12      | 8  | 1.5   | 8      | 3      | 0  | 1     |

## Preparación

### Amistosos previos
| Fecha               | Ciudad         | Jornada  |                 |                            | Resultado |                                |                     |
| ------------------- | -------------- | -------- | --------------- | -------------------------- | --------- | ------------------------------ | ------------------- |
| 22 de marzo de 2024 | Oslo           | Amistoso | Noruega         | Bandera de Noruega         | 1:2 (1:1) | Bandera de República Checa     | República Checa     |
| 26 de marzo de 2024 | Praga          | Amistoso | República Checa | Bandera de República Checa | 2:1 (0:1) | Bandera de Armenia             | Armenia             |
| 7 de junio de 2024  | Grödig         | Amistoso | República Checa | Bandera de República Checa | 7:1 (2:0) | Bandera de Malta               | Malta               |
| 10 de junio de 2024 | Hradec Králové | Amistoso | República Checa | Bandera de República Checa | 2:1 (0:0) | Bandera de Macedonia del Norte | Macedonia del Norte |

## Plantel

### Lista de convocados
Entrenador:  Ivan Hašek 

La plantilla final del combinado checo se dio a conocer el 28 de mayo de 2024. Desafortunadamente, el 9 de junio, Michal Sadílek se vio obligado a retirarse de la convocatoria, pues se lastimó la pierna tras caerse de una bicicleta. Tres días después, el 12 de junio se conoció a su reemplazo, Petr Ševčík.
| No. | Pos. | Jugador         | Fecha de nacimiento (edad)        | Apa. | Goles | Club                     |
| --- | ---- | --------------- | --------------------------------- | ---- | ----- | ------------------------ |
| 1   | POR  | Jindřich Staněk | 27 de abril de 1996 (28 años)     | 10   | 0     | S. K. Slavia Praga       |
| 2   | DEF  | David Zima      | 8 de noviembre de 2000 (23 años)  | 21   | 1     | S. K. Slavia Praga       |
| 3   | MED  | Tomáš Holeš     | 31 de marzo de 1993 (31 años)     | 28   | 2     | S. K. Slavia Praga       |
| 4   | DEF  | Robin Hranáč    | 29 de enero de 2000 (24 años)     | 3    | 0     | F. C. Viktoria Pilsen    |
| 5   | DEF  | Vladimír Coufal | 22 de agosto de 1992 (31 años)    | 42   | 1     | West Ham United F. C.    |
| 6   | DEF  | Martin Vitík    | 21 de enero de 2003 (21 años)     | 2    | 0     | A. C. Sparta Praga       |
| 7   | MED  | Antonín Barák   | 3 de diciembre de 1994 (29 años)  | 41   | 11    | A. C. F. Fiorentina      |
| 8   | MED  | Petr Ševčík     | 4 de mayo de 1994 (30 años)       | 15   | 0     | S. K. Slavia Praga       |
| 9   | DEL  | Adam Hložek     | 25 de julio de 2002 (21 años)     | 32   | 2     | Bayer 04 Leverkusen      |
| 10  | DEL  | Patrik Schick   | 24 de enero de 1996 (28 años)     | 38   | 19    | Bayer 04 Leverkusen      |
| 11  | DEL  | Jan Kuchta      | 8 de enero de 1997 (27 años)      | 21   | 3     | A. C. Sparta Praga       |
| 12  | DEF  | David Douděra   | 31 de mayo de 1998 (26 años)      | 9    | 1     | S. K. Slavia Praga       |
| 13  | DEL  | Mojmír Chytil   | 29 de abril de 1999 (25 años)     | 14   | 6     | S. K. Slavia Praga       |
| 14  | MED  | Lukáš Provod    | 23 de octubre de 1996 (27 años)   | 19   | 2     | S. K. Slavia Praga       |
| 15  | DEF  | David Jurásek   | 7 de agosto de 2000 (23 años)     | 9    | 1     | T. S. G. 1899 Hoffenheim |
| 16  | POR  | Matěj Kovář     | 17 de mayo de 2000 (24 años)      | 2    | 0     | Bayer 04 Leverkusen      |
| 17  | DEL  | Václav Černý    | 17 de octubre de 1997 (26 años)   | 16   | 6     | V. f. L. Wolfsburgo      |
| 18  | DEF  | Ladislav Krejčí | 20 de abril de 1999 (25 años)     | 10   | 3     | A. C. Sparta Praga       |
| 19  | DEL  | Tomáš Chorý     | 26 de enero de 1995 (29 años)     | 5    | 2     | F. C. Viktoria Pilsen    |
| 20  | MED  | Ondřej Lingr    | 7 de octubre de 1998 (25 años)    | 15   | 1     | Feyenoord de Róterdam    |
| 21  | MED  | Lukáš Červ      | 10 de abril de 2001 (23 años)     | 1    | 0     | F. C. Viktoria Pilsen    |
| 22  | MED  | Tomáš Souček    | 27 de febrero de 1995 (29 años)   | 69   | 12    | West Ham United F. C.    |
| 23  | POR  | Vítězslav Jaroš | 23 de julio de 2001 (22 años)     | 1    | 0     | S. K. Sturm Graz         |
| 24  | DEF  | Tomáš Vlček     | 28 de febrero de 2001 (23 años)   | 2    | 0     | S. K. Slavia Praga       |
| 25  | MED  | Pavel Šulc      | 29 de diciembre de 2000 (23 años) | 3    | 0     | F. C. Viktoria Pilsen    |
| 26  | MED  | Matěj Jurásek   | 30 de agosto de 2003 (20 años)    | 2    | 1     | S. K. Slavia Praga       |

## Participación
- Los horarios corresponden al horario de verano europeo (UTC+2).

Tras el sorteo celebrado en Hamburgo el 23 de marzo de 2024 República Checa quedó integrada en un Grupo F en el que también estarán Turquía, Georgia y Portugal.

### Partidos
| Fecha       | Lugar    | Instancia      |                 |                            | Resultado |                            |                 |
| ----------- | -------- | -------------- | --------------- | -------------------------- | --------- | -------------------------- | --------------- |
| 18 de junio | Leipzig  | Fase de grupos | Portugal        | Bandera de Portugal        | 2:1 (0:0) | Bandera de República Checa | República Checa |
| 22 de junio | Hamburgo | Fase de grupos | Georgia         | Bandera de Georgia         | 1:1 (1:0) | Bandera de República Checa | República Checa |
| 26 de junio | Hamburgo | Fase de grupos | República Checa | Bandera de República Checa | 1:2 (0:0) | Bandera de Turquía         | Turquía         |

### Fase de grupos - Grupo F
| Selección       | Pts | PJ | PG | PE | PP | GF | GC | Dif |
| --------------- | --- | -- | -- | -- | -- | -- | -- | --- |
| Portugal        | 6   | 3  | 2  | 0  | 1  | 5  | 3  | +2  |
| Turquía         | 6   | 3  | 2  | 0  | 1  | 5  | 5  | 0   |
| Georgia         | 4   | 3  | 1  | 1  | 1  | 4  | 4  | 0   |
| República Checa | 1   | 3  | 0  | 1  | 2  | 3  | 5  | –2  |

|  | Clasificados a los octavos de final. |

#### Portugal vs. República Checa
| Jornada 1; 18 de junio | Portugal                              | 2:1 (0:0) | República Checa | Zentralstadion, Leipzig                                                          |                                                                                  |
| 21:00 (UTC+2)          | - Hranáč 69' (a.g.) - Conceição 90+2' | Reporte   | - Provod 62'    | Asistencia: 38 421 espectadores Árbitro(s): Marco Guida VAR: Massimiliano Irrati | Asistencia: 38 421 espectadores Árbitro(s): Marco Guida VAR: Massimiliano Irrati |

| 22         | Guardameta     | Diogo Costa       |     |
| 5          | Defensa        | Diogo Dalot       | 63' |
| 3          | Defensa        | Pepe              |     |
| 4          | Defensa        | Rúben Dias        |     |
| 20         | Centrocampista | João Cancelo      | 90' |
| 10         | Centrocampista | Bernardo Silva    |     |
| 8          | Centrocampista | Bruno Fernandes   |     |
| 23         | Centrocampista | Vitinha           | 90' |
| 19         | Centrocampista | Nuno Mendes       | 90' |
| 7          | Delantero      | Cristiano Ronaldo |     |
| 17         | Delantero      | Rafael Leão       | 63' |
| Entrenador | Entrenador     | Roberto Martínez  |     |

| 1          | Guardameta     | Jindřich Staněk |       |
| 3          | Defensa        | Tomáš Holeš     | 90+3' |
| 4          | Defensa        | Robin Hranáč    |       |
| 18         | Defensa        | Ladislav Krejčí |       |
| 5          | Centrocampista | Vladimír Coufal |       |
| 25         | Centrocampista | Pavel Šulc      | 79'   |
| 22         | Centrocampista | Tomáš Souček    |       |
| 14         | Centrocampista | Lukáš Provod    | 79'   |
| 12         | Centrocampista | David Douděra   |       |
| 11         | Delantero      | Jan Kuchta      | 60'   |
| 10         | Delantero      | Patrik Schick   | 60'   |
| Entrenador | Entrenador     | Ivan Hašek      |       |

| 14 | Defensa        | Gonçalo Inácio      | 63' |
| 21 | Delantero      | Diogo Jota          | 63' |
| 2  | Defensa        | Nélson Semedo       | 90' |
| 25 | Centrocampista | Pedro Neto          | 90' |
| 26 | Delantero      | Francisco Conceição | 90' |

| 20 | Centrocampista | Ondřej Lingr  | 60'   |
| 13 | Delantero      | Mojmír Chytil | 60'   |
| 7  | Centrocampista | Antonín Barák | 79'   |
| 8  | Centrocampista | Petr Ševčík   | 79'   |
| 19 | Delantero      | Tomáš Chorý   | 90+3' |

| Anotado · Autogol | 69'   | Robin Hranáč        | 1:1 |
| Anotado           | 90+2' | Francisco Conceição | 2:1 |

| Anotado | 62' | Lukáš Provod | 0:1 |

| Amonestado | 39'   | Rafael Leão         |
| Amonestado | 90+3' | Francisco Conceição |

| Amonestado | 57' | Patrik Schick |

| Árbitro             | Marco Guida         |
| Árbitros asistentes | Filippo Meli        |
| Árbitros asistentes | Giorgio Peretti     |
| Cuarto árbitro      | Rade Obrenović      |
| Quinto árbitro      | Jure Prapotnik      |
| VAR                 | Massimiliano Irrati |
| Adicional VAR       | Paolo Valeri        |
| Adicional VAR       | Fedayi San          |

| 22         | Guardameta     | Diogo Costa       |     |
| 5          | Defensa        | Diogo Dalot       | 63' |
| 3          | Defensa        | Pepe              |     |
| 4          | Defensa        | Rúben Dias        |     |
| 20         | Centrocampista | João Cancelo      | 90' |
| 10         | Centrocampista | Bernardo Silva    |     |
| 8          | Centrocampista | Bruno Fernandes   |     |
| 23         | Centrocampista | Vitinha           | 90' |
| 19         | Centrocampista | Nuno Mendes       | 90' |
| 7          | Delantero      | Cristiano Ronaldo |     |
| 17         | Delantero      | Rafael Leão       | 63' |
| Entrenador | Entrenador     | Roberto Martínez  |     |

| 1          | Guardameta     | Jindřich Staněk |       |
| 3          | Defensa        | Tomáš Holeš     | 90+3' |
| 4          | Defensa        | Robin Hranáč    |       |
| 18         | Defensa        | Ladislav Krejčí |       |
| 5          | Centrocampista | Vladimír Coufal |       |
| 25         | Centrocampista | Pavel Šulc      | 79'   |
| 22         | Centrocampista | Tomáš Souček    |       |
| 14         | Centrocampista | Lukáš Provod    | 79'   |
| 12         | Centrocampista | David Douděra   |       |
| 11         | Delantero      | Jan Kuchta      | 60'   |
| 10         | Delantero      | Patrik Schick   | 60'   |
| Entrenador | Entrenador     | Ivan Hašek      |       |

| 14 | Defensa        | Gonçalo Inácio      | 63' |
| 21 | Delantero      | Diogo Jota          | 63' |
| 2  | Defensa        | Nélson Semedo       | 90' |
| 25 | Centrocampista | Pedro Neto          | 90' |
| 26 | Delantero      | Francisco Conceição | 90' |

| 20 | Centrocampista | Ondřej Lingr  | 60'   |
| 13 | Delantero      | Mojmír Chytil | 60'   |
| 7  | Centrocampista | Antonín Barák | 79'   |
| 8  | Centrocampista | Petr Ševčík   | 79'   |
| 19 | Delantero      | Tomáš Chorý   | 90+3' |

| Anotado · Autogol | 69'   | Robin Hranáč        | 1:1 |
| Anotado           | 90+2' | Francisco Conceição | 2:1 |

| Anotado | 62' | Lukáš Provod | 0:1 |

| Amonestado | 39'   | Rafael Leão         |
| Amonestado | 90+3' | Francisco Conceição |

| Amonestado | 57' | Patrik Schick |

| Árbitro             | Marco Guida         |
| Árbitros asistentes | Filippo Meli        |
| Árbitros asistentes | Giorgio Peretti     |
| Cuarto árbitro      | Rade Obrenović      |
| Quinto árbitro      | Jure Prapotnik      |
| VAR                 | Massimiliano Irrati |
| Adicional VAR       | Paolo Valeri        |
| Adicional VAR       | Fedayi San          |

| Estadísticas      | Bandera de Portugal | Bandera de República Checa |
| Tiros             | 19                  | 5                          |
| Tiros a puerta    | 8                   | 1                          |
| Faltas            | 6                   | 9                          |
| Saques de esquina | 13                  | 0                          |
| Penaltis          | 0                   | 0                          |
| Fueras de juego   | 3                   | 1                          |
| Posesión de balón | 69%                 | 31%                        |

#### Georgia vs. República Checa
| Jornada 2; 22 de junio | Georgia                   | 1:1 (1:0) | República Checa | Volksparkstadion, Hamburgo                                                  |                                                                             |
| 15:00 (UTC+2)          | - Mikautadze 45+4' (pen.) | Reporte   | - Schick 59'    | Asistencia: 46 524 espectadores Árbitro(s): Daniel Siebert VAR: Marco Fritz | Asistencia: 46 524 espectadores Árbitro(s): Daniel Siebert VAR: Marco Fritz |

| 25         | Guardameta     | Giorgi Mamardashvili  |     |
| 5          | Defensa        | Solomon Kvirkvelia    | 82' |
| 4          | Defensa        | Guram Kashia          |     |
| 3          | Defensa        | Lasha Dvali           |     |
| 21         | Centrocampista | Giorgi Tsitaishvili   | 62' |
| 9          | Centrocampista | Zuriko Davitashvili   | 62' |
| 20         | Centrocampista | Anzor Mekvabishvili   |     |
| 6          | Centrocampista | Giorgi Kochorashvili  |     |
| 2          | Centrocampista | Otar Kakabadze        |     |
| 22         | Delantero      | Georges Mikautadze    | 88' |
| 7          | Delantero      | Khvicha Kvaratskhelia | 82' |
| Entrenador | Entrenador     | Willy Sagnol          |     |

| 1          | Guardameta     | Jindřich Staněk |     |
| 3          | Defensa        | Tomáš Holeš     |     |
| 4          | Defensa        | Robin Hranáč    |     |
| 18         | Defensa        | Ladislav Krejčí |     |
| 5          | Centrocampista | Vladimír Coufal |     |
| 14         | Centrocampista | Lukáš Provod    | 81' |
| 22         | Centrocampista | Tomáš Souček    |     |
| 15         | Centrocampista | David Jurásek   | 81' |
| 17         | Delantero      | Václav Černý    | 55' |
| 10         | Delantero      | Patrik Schick   | 68' |
| 9          | Delantero      | Adam Hložek     | 55' |
| Entrenador | Entrenador     | Ivan Hašek      |     |

| 14 | Defensa        | Luka Lochoshvili   | 62' |
| 10 | Centrocampista | Giorgi Chakvetadze | 62' |
| 15 | Defensa        | Giorgi Gvelesiani  | 82' |
| 23 | Centrocampista | Saba Lobzhanidze   | 82' |
| 11 | Delantero      | Giorgi Kvilitaia   | 88' |

| 26 | Centrocampista | Matěj Jurásek | 55' |
| 20 | Centrocampista | Ondřej Lingr  | 55' |
| 13 | Delantero      | Mojmír Chytil | 68' |
| 7  | Centrocampista | Antonín Barák | 81' |
| 8  | Centrocampista | Petr Ševčík   | 81' |

| Anotado · Penal | 45+4' | Georges Mikautadze | 1:0 |

| Anotado | 59' | Patrik Schick | 1:1 |

| Amonestado | 36'   | Guram Kashia         |
| Amonestado | 82'   | Giorgi Gvelesiani    |
| Amonestado | 83'   | Anzor Mekvabishvili  |
| Amonestado | 90+5' | Giorgi Kochorashvili |

| Amonestado | 18' | Vladimír Coufal |
| Amonestado | 40' | Lukáš Provod    |
| Amonestado | 47' | David Jurásek   |
| Amonestado | 53' | Tomáš Holeš     |
| Amonestado | 81' | Tomáš Souček    |

| Árbitro             | Daniel Siebert       |
| Árbitros asistentes | Jan Seidel           |
| Árbitros asistentes | Rafael Foltyn        |
| Cuarto árbitro      | Irfan Peljto         |
| Quinto árbitro      | Senad Ibrišimbegović |
| VAR                 | Marco Fritz          |
| Adicional VAR       | David Coote          |
| Adicional VAR       | Pol van Boekel       |

| 25         | Guardameta     | Giorgi Mamardashvili  |     |
| 5          | Defensa        | Solomon Kvirkvelia    | 82' |
| 4          | Defensa        | Guram Kashia          |     |
| 3          | Defensa        | Lasha Dvali           |     |
| 21         | Centrocampista | Giorgi Tsitaishvili   | 62' |
| 9          | Centrocampista | Zuriko Davitashvili   | 62' |
| 20         | Centrocampista | Anzor Mekvabishvili   |     |
| 6          | Centrocampista | Giorgi Kochorashvili  |     |
| 2          | Centrocampista | Otar Kakabadze        |     |
| 22         | Delantero      | Georges Mikautadze    | 88' |
| 7          | Delantero      | Khvicha Kvaratskhelia | 82' |
| Entrenador | Entrenador     | Willy Sagnol          |     |

| 1          | Guardameta     | Jindřich Staněk |     |
| 3          | Defensa        | Tomáš Holeš     |     |
| 4          | Defensa        | Robin Hranáč    |     |
| 18         | Defensa        | Ladislav Krejčí |     |
| 5          | Centrocampista | Vladimír Coufal |     |
| 14         | Centrocampista | Lukáš Provod    | 81' |
| 22         | Centrocampista | Tomáš Souček    |     |
| 15         | Centrocampista | David Jurásek   | 81' |
| 17         | Delantero      | Václav Černý    | 55' |
| 10         | Delantero      | Patrik Schick   | 68' |
| 9          | Delantero      | Adam Hložek     | 55' |
| Entrenador | Entrenador     | Ivan Hašek      |     |

| 14 | Defensa        | Luka Lochoshvili   | 62' |
| 10 | Centrocampista | Giorgi Chakvetadze | 62' |
| 15 | Defensa        | Giorgi Gvelesiani  | 82' |
| 23 | Centrocampista | Saba Lobzhanidze   | 82' |
| 11 | Delantero      | Giorgi Kvilitaia   | 88' |

| 26 | Centrocampista | Matěj Jurásek | 55' |
| 20 | Centrocampista | Ondřej Lingr  | 55' |
| 13 | Delantero      | Mojmír Chytil | 68' |
| 7  | Centrocampista | Antonín Barák | 81' |
| 8  | Centrocampista | Petr Ševčík   | 81' |

| Anotado · Penal | 45+4' | Georges Mikautadze | 1:0 |

| Anotado | 59' | Patrik Schick | 1:1 |

| Amonestado | 36'   | Guram Kashia         |
| Amonestado | 82'   | Giorgi Gvelesiani    |
| Amonestado | 83'   | Anzor Mekvabishvili  |
| Amonestado | 90+5' | Giorgi Kochorashvili |

| Amonestado | 18' | Vladimír Coufal |
| Amonestado | 40' | Lukáš Provod    |
| Amonestado | 47' | David Jurásek   |
| Amonestado | 53' | Tomáš Holeš     |
| Amonestado | 81' | Tomáš Souček    |

| Árbitro             | Daniel Siebert       |
| Árbitros asistentes | Jan Seidel           |
| Árbitros asistentes | Rafael Foltyn        |
| Cuarto árbitro      | Irfan Peljto         |
| Quinto árbitro      | Senad Ibrišimbegović |
| VAR                 | Marco Fritz          |
| Adicional VAR       | David Coote          |
| Adicional VAR       | Pol van Boekel       |

| Estadísticas      | Bandera de Georgia | Bandera de República Checa |
| Tiros             | 5                  | 26                         |
| Tiros a puerta    | 1                  | 11                         |
| Faltas            | 12                 | 17                         |
| Saques de esquina | 5                  | 11                         |
| Penaltis          | 1                  | 0                          |
| Fueras de juego   | 0                  | 1                          |
| Posesión de balón | 45%                | 55%                        |

#### República Checa vs. Turquía
| Jornada 3; 26 de junio | República Checa | 1:2 (0:0) | Turquía                        | Volksparkstadion, Hamburgo                                                        |                                                                                   |
| 21:00 (UTC+2)          | - Souček 66'    | Reporte   | - Çalhanoğlu 51' - Tosun 90+4' | Asistencia: 47 683 espectadores Árbitro(s): István Kovács VAR: Tomasz Kwiatkowski | Asistencia: 47 683 espectadores Árbitro(s): István Kovács VAR: Tomasz Kwiatkowski |

| 1          | Guardameta     | Jindřich Staněk | 55' |
| 3          | Defensa        | Tomáš Holeš     |     |
| 4          | Defensa        | Robin Hranáč    |     |
| 18         | Defensa        | Ladislav Krejčí |     |
| 5          | Centrocampista | Vladimír Coufal |     |
| 22         | Centrocampista | Tomáš Souček    |     |
| 14         | Centrocampista | Lukáš Provod    | 75' |
| 15         | Centrocampista | David Jurásek   | 81' |
| 7          | Centrocampista | Antonín Barák   |     |
| 13         | Delantero      | Mojmír Chytil   | 55' |
| 9          | Delantero      | Adam Hložek     | 55' |
| Entrenador | Entrenador     | Ivan Hašek      |     |

| 1          | Guardameta     | Mert Günok         |     |
| 18         | Defensa        | Mert Müldür        |     |
| 4          | Defensa        | Samet Akaydin      |     |
| 3          | Defensa        | Merih Demiral      |     |
| 20         | Defensa        | Ferdi Kadıoğlu     |     |
| 16         | Centrocampista | İsmail Yüksek      | 63' |
| 15         | Centrocampista | Salih Özcan        | 46' |
| 8          | Centrocampista | Arda Güler         | 75' |
| 10         | Centrocampista | Hakan Çalhanoğlu   | 87' |
| 19         | Centrocampista | Kenan Yıldız       | 75' |
| 21         | Delantero      | Barış Alper Yılmaz |     |
| Entrenador | Entrenador     | Vincenzo Montella  |     |

| 16 | Guardameta     | Matěj Kovář   | 55' |
| 19 | Delantero      | Tomáš Chorý   | 55' |
| 11 | Delantero      | Jan Kuchta    | 55' |
| 20 | Centrocampista | Ondřej Lingr  | 75' |
| 26 | Centrocampista | Matěj Jurásek | 81' |

| 22 | Centrocampista | Kaan Ayhan       | 46' |
| 5  | Centrocampista | Okay Yokuşlu     | 63' |
| 9  | Delantero      | Cenk Tosun       | 75' |
| 7  | Delantero      | Kerem Aktürkoğlu | 75' |
| 6  | Centrocampista | Orkun Kökçü      | 87' |

| Anotado | 66' | Tomáš Souček | 1:1 |

| Anotado | 51'   | Hakan Çalhanoğlu | 0:1 |
| Anotado | 90+4' | Cenk Tosun       | 1:2 |

| Amonestado | 11'   | Antonín Barák   |
| Amonestado | 34'   | Patrik Schick   |
| Amonestado | 84'   | Vítězslav Jaroš |
| Amonestado | 85'   | Lukáš Červ      |
| Amonestado | 90+1' | Ladislav Krejčí |
| Amonestado | 90+8' | Tomáš Souček    |

| Amonestado | 31'   | Salih Özcan                         |
| Amonestado | 37'   | Kenan Yıldız                        |
| Amonestado | 49'   | İsmail Yüksek                       |
| Amonestado | 64'   | Mert Günok                          |
| Amonestado | 66'   | Hakan Çalhanoğlu                    |
| Amonestado | 68'   | Uğurcan Çakır                       |
| Amonestado | 68'   | Asis. téc. Gaetano Daniele Salierno |
| Amonestado | 80'   | Mert Müldür                         |
| Amonestado | 85'   | Samet Akaydin                       |
| Amonestado | 90+5' | Orkun Kökçü                         |
| Amonestado | 90+5' | Kaan Ayhan                          |
| Amonestado | 90+8' | Arda Güler                          |

| Otorgado · Expulsado | 20'   | Antonín Barák |
| Expulsado            | 90+8' | Tomáš Chorý   |

| Árbitro             | István Kovács      |
| Árbitros asistentes | Vasile Marinescu   |
| Árbitros asistentes | Ovidiu Artene      |
| Cuarto árbitro      | Espen Eskås        |
| Quinto árbitro      | Jan Erik Engan     |
| VAR                 | Tomasz Kwiatkowski |
| Adicional VAR       | Bartosz Frankowski |
| Adicional VAR       | Pol van Boekel     |

| 1          | Guardameta     | Jindřich Staněk | 55' |
| 3          | Defensa        | Tomáš Holeš     |     |
| 4          | Defensa        | Robin Hranáč    |     |
| 18         | Defensa        | Ladislav Krejčí |     |
| 5          | Centrocampista | Vladimír Coufal |     |
| 22         | Centrocampista | Tomáš Souček    |     |
| 14         | Centrocampista | Lukáš Provod    | 75' |
| 15         | Centrocampista | David Jurásek   | 81' |
| 7          | Centrocampista | Antonín Barák   |     |
| 13         | Delantero      | Mojmír Chytil   | 55' |
| 9          | Delantero      | Adam Hložek     | 55' |
| Entrenador | Entrenador     | Ivan Hašek      |     |

| 1          | Guardameta     | Mert Günok         |     |
| 18         | Defensa        | Mert Müldür        |     |
| 4          | Defensa        | Samet Akaydin      |     |
| 3          | Defensa        | Merih Demiral      |     |
| 20         | Defensa        | Ferdi Kadıoğlu     |     |
| 16         | Centrocampista | İsmail Yüksek      | 63' |
| 15         | Centrocampista | Salih Özcan        | 46' |
| 8          | Centrocampista | Arda Güler         | 75' |
| 10         | Centrocampista | Hakan Çalhanoğlu   | 87' |
| 19         | Centrocampista | Kenan Yıldız       | 75' |
| 21         | Delantero      | Barış Alper Yılmaz |     |
| Entrenador | Entrenador     | Vincenzo Montella  |     |

| 16 | Guardameta     | Matěj Kovář   | 55' |
| 19 | Delantero      | Tomáš Chorý   | 55' |
| 11 | Delantero      | Jan Kuchta    | 55' |
| 20 | Centrocampista | Ondřej Lingr  | 75' |
| 26 | Centrocampista | Matěj Jurásek | 81' |

| 22 | Centrocampista | Kaan Ayhan       | 46' |
| 5  | Centrocampista | Okay Yokuşlu     | 63' |
| 9  | Delantero      | Cenk Tosun       | 75' |
| 7  | Delantero      | Kerem Aktürkoğlu | 75' |
| 6  | Centrocampista | Orkun Kökçü      | 87' |

| Anotado | 66' | Tomáš Souček | 1:1 |

| Anotado | 51'   | Hakan Çalhanoğlu | 0:1 |
| Anotado | 90+4' | Cenk Tosun       | 1:2 |

| Amonestado | 11'   | Antonín Barák   |
| Amonestado | 34'   | Patrik Schick   |
| Amonestado | 84'   | Vítězslav Jaroš |
| Amonestado | 85'   | Lukáš Červ      |
| Amonestado | 90+1' | Ladislav Krejčí |
| Amonestado | 90+8' | Tomáš Souček    |

| Amonestado | 31'   | Salih Özcan                         |
| Amonestado | 37'   | Kenan Yıldız                        |
| Amonestado | 49'   | İsmail Yüksek                       |
| Amonestado | 64'   | Mert Günok                          |
| Amonestado | 66'   | Hakan Çalhanoğlu                    |
| Amonestado | 68'   | Uğurcan Çakır                       |
| Amonestado | 68'   | Asis. téc. Gaetano Daniele Salierno |
| Amonestado | 80'   | Mert Müldür                         |
| Amonestado | 85'   | Samet Akaydin                       |
| Amonestado | 90+5' | Orkun Kökçü                         |
| Amonestado | 90+5' | Kaan Ayhan                          |
| Amonestado | 90+8' | Arda Güler                          |

| Otorgado · Expulsado | 20'   | Antonín Barák |
| Expulsado            | 90+8' | Tomáš Chorý   |

| Árbitro             | István Kovács      |
| Árbitros asistentes | Vasile Marinescu   |
| Árbitros asistentes | Ovidiu Artene      |
| Cuarto árbitro      | Espen Eskås        |
| Quinto árbitro      | Jan Erik Engan     |
| VAR                 | Tomasz Kwiatkowski |
| Adicional VAR       | Bartosz Frankowski |
| Adicional VAR       | Pol van Boekel     |

| Estadísticas      | Bandera de República Checa | Bandera de Turquía |
| Tiros             | 12                         | 18                 |
| Tiros a puerta    | 6                          | 5                  |
| Faltas            | 16                         | 9                  |
| Saques de esquina | 3                          | 7                  |
| Penaltis          | 0                          | 0                  |
| Fueras de juego   | 0                          | 1                  |
| Posesión de balón | 38%                        | 62%                |

## Estadísticas

### Participación de jugadores
| N.° | Pos        | Jugador         | PJ | Minutos jugados | Goles recibidos | Atajos | Tarjetas amarillas | Doble tarjeta amarilla y roja | Tarjetas rojas |
| --- | ---------- | --------------- | -- | --------------- | --------------- | ------ | ------------------ | ----------------------------- | -------------- |
| 1   | Guardameta | Jindřich Staněk | 3  | 235             | 4               | 9      | 0                  | 0                             | 0              |
| 16  | Guardameta | Matěj Kovář     | 1  | 35              | 1               | 1      | 0                  | 0                             | 0              |
| 23  | Guardameta | Vítězslav Jaroš | 0  | 0               | 0               | 0      | 1                  | 0                             | 0              |

| N.° | Pos            | Jugador         | PJ | Minutos jugados | Goles | Asistencias | Tarjetas Amarillas | Doble tarjeta amarilla y roja | Tarjetas rojas |
| --- | -------------- | --------------- | -- | --------------- | ----- | ----------- | ------------------ | ----------------------------- | -------------- |
| 2   | Defensa        | David Zima      | 0  | 0               | 0     | 0           | 0                  | 0                             | 0              |
| 3   | Centrocampista | Tomáš Holeš     | 3  | 270             | 0     | 0           | 1                  | 0                             | 0              |
| 4   | Defensa        | Robin Hranáč    | 3  | 270             | 0     | 0           | 0                  | 0                             | 0              |
| 5   | Defensa        | Vladimír Coufal | 3  | 270             | 0     | 1           | 1                  | 0                             | 0              |
| 6   | Defensa        | Martin Vitík    | 0  | 0               | 0     | 0           | 0                  | 0                             | 0              |
| 7   | Centrocampista | Antonín Barák   | 3  | 40              | 0     | 0           | 2                  | 1                             | 0              |
| 8   | Centrocampista | Petr Ševčík     | 2  | 20              | 0     | 0           | 0                  | 0                             | 0              |
| 9   | Delantero      | Adam Hložek     | 2  | 110             | 0     | 0           | 0                  | 0                             | 0              |
| 10  | Delantero      | Patrik Schick   | 2  | 128             | 1     | 0           | 2                  | 0                             | 0              |
| 11  | Delantero      | Jan Kuchta      | 2  | 95              | 0     | 0           | 0                  | 0                             | 0              |
| 12  | Defensa        | David Douděra   | 1  | 90              | 0     | 0           | 0                  | 0                             | 0              |
| 13  | Delantero      | Mojmír Chytil   | 3  | 107             | 0     | 0           | 0                  | 0                             | 0              |
| 14  | Centrocampista | Lukáš Provod    | 3  | 235             | 1     | 0           | 1                  | 0                             | 0              |
| 15  | Defensa        | David Jurásek   | 2  | 162             | 0     | 0           | 1                  | 0                             | 0              |
| 17  | Delantero      | Václav Černý    | 1  | 55              | 0     | 0           | 0                  | 0                             | 0              |
| 18  | Defensa        | Ladislav Krejčí | 3  | 270             | 0     | 0           | 1                  | 0                             | 0              |
| 19  | Delantero      | Tomáš Chorý     | 2  | 35              | 0     | 0           | 0                  | 0                             | 1              |
| 20  | Centrocampista | Ondřej Lingr    | 3  | 80              | 0     | 1           | 0                  | 0                             | 0              |
| 21  | Centrocampista | Lukáš Červ      | 0  | 0               | 0     | 0           | 1                  | 0                             | 0              |
| 22  | Centrocampista | Tomáš Souček    | 3  | 270             | 1     | 0           | 2                  | 0                             | 0              |
| 24  | Defensa        | Tomáš Vlček     | 0  | 0               | 0     | 0           | 0                  | 0                             | 0              |
| 25  | Centrocampista | Pavel Šulc      | 1  | 79              | 0     | 0           | 0                  | 0                             | 0              |
| 26  | Centrocampista | Matěj Jurásek   | 2  | 44              | 0     | 0           | 0                  | 0                             | 0              |

### Goleadores
| N.°   | Jugador       | Anotado | PJ | Prom. | Jugada | Cabeza | TL | Penal |
| ----- | ------------- | ------- | -- | ----- | ------ | ------ | -- | ----- |
| 1     | Patrik Schick | 1       | 2  | 0.5   | 1      | 0      | 0  | 0     |
|       | Lukáš Provod  | 1       | 3  | 0.33  | 1      | 0      | 0  | 0     |
|       | Tomáš Souček  | 1       | 3  | 0.33  | 1      | 0      | 0  | 0     |
| Total | Total         | 3       | 3  | 1     | 3      | 0      | 0  | 0     |

### Asistencias
| N.°   | Jugador         | Asistencia | Jugada | Cabeza | TL | SdE |
| ----- | --------------- | ---------- | ------ | ------ | -- | --- |
| 1     | Vladimír Coufal | 1          | 1      | 0      | 0  | 0   |
|       | Ondřej Lingr    | 1          | 0      | 1      | 0  | 0   |
| Total | Total           | 2          | 1      | 1      | 0  | 0   |

### Tarjetas disciplinarias
| N.°   | Jugador         | Amonestado | Otorgado · Expulsado | Expulsado | Sanción |
| ----- | --------------- | ---------- | -------------------- | --------- | ------- |
| 1     | Tomáš Chorý     | 0          | 0                    | 1         |         |
| 2     | Antonín Barák   | 2          | 1                    | 0         |         |
| 3     | Tomáš Souček    | 2          | 0                    | 0         |         |
|       | Patrik Schick   | 2          | 0                    | 0         |         |
| 4     | Lukáš Červ      | 1          | 0                    | 0         |         |
|       | David Jurásek   | 1          | 0                    | 0         |         |
|       | Lukáš Provod    | 1          | 0                    | 0         |         |
|       | Vladimír Coufal | 1          | 0                    | 0         |         |
|       | Tomáš Holeš     | 1          | 0                    | 0         |         |
|       | Ladislav Krejčí | 1          | 0                    | 0         |         |
| Total | Total           | 12         | 1                    | 1         |         |